# Karl Kriete
Karl Kriete (* 24. Juni 1887 in Fähr, Landkreis Blumenthal; † 24. Oktober 1968 in Bremen) war ein deutscher Maler und Hochschullehrer.

## Leben
Nach dem Studium an der Kunstgewerbeschule Düsseldorf von 1905 bis 1909 war Kriete ab 1912 Lehrer an der Kunstgewerbeschule Essen. Seine Lehrtätigkeit, für die er ab 1923 eine Professur innehatte, wurde durch den Ersten Weltkrieg unterbrochen und endete 1932. Anschließend wohnte und arbeitete er bis 1941 in Worpswede und danach in Bremen-Burglesum.
Während der Zeit des Nationalsozialismus in Deutschland hatte Kriete ab 1935 keine Möglichkeit, seine Werke auszustellen, konnte aber weiter arbeiten. 1937 wurde eine seiner Arbeiten in der Kunsthalle Bremen beschlagnahmt. 1941 wurde seine Bibliothek in Worpswede durch die Gestapo beschlagnahmt, für eine Woche durfte er Worpswede nicht verlassen. 1944 wurde er zum Kriegsdienst einberufen.
Das von Kriete angestrengte Verfahren von 1950 bis 1953 auf Anerkennung als Verfolgter des Nationalsozialismus wurde abschlägig entschieden.

## Werke (Auswahl)
- Der Prophet. O. J., Tusch-/Farbstiftzeichnung
- The Girls. Entwurf für eine Zigarettenmarke, um 1920, Aquarell/Tempera
- Die Bassgeiger. 1922, Holzschnitt
- Heidelandschaft bei Wilsede. 1929, Aquarell